# Paraugaptilus mozambicus
Paraugaptilus mozambicus is een eenoogkreeftjessoort uit de familie van de Arietellidae. De wetenschappelijke naam van de soort is voor het eerst geldig gepubliceerd in 1965 door Gaudy.